# Паола (Италия)
Паола (итал. Paola) — город и коммуна в Италии, располагается в регионе Калабрия, подчиняется административному центру Козенца.
Население составляет 17 159 человек, плотность населения составляет 406 чел./км². Занимает площадь 42 км². Почтовый индекс — 87027. Телефонный код — 0982.
Покровителем населённого пункта считается святой Франциск из Паолы. Праздник ежегодно празднуется 2 апреля.
Город играет роль транспортного узла. Выпускаются консервы (анчоусы), ведётся торговля (злаковые, фрукты и овощи, вина и т. д.)

## История
Паола имеет древнюю историю, но она известна не очень хорошо. Предполагается, что в прошлом возник на месте греческой колонии. В разные времена принадлежал феодальной семье Руффо, затем перешёл по браку к семье Сфорца в 1418 году и позже к Марино Марцано. Марцано был лишен города королём Фердинандом I за участие в восстании баронов (1485-86), после чего Паола временно подчинён Короне. В конце XV века город приобрели маркизы Спинелли из Фускальдо.
В 1555 году захвачен и разграблен во время внезапной атаки морских разбойников под предводительством Тургут-реиса (2 июля). Пираты также нанесли ущерб рядом находящемуся монастырю минимов. Тем не менее, город был вскоре восстановлен. Так, согласно данным 1561 года численность жителей даже выросла.
Город известен святилищем Франциска из Паолы, построенным на месте небольшой часовни, основанной святым в 1435 году. Базилика перестроена в эпоху Возрождения и вместе с монастырём хранит различные произведения искусства.

## Города-побратимы
- Фрежюс (фр. Fréjus), Франция
- Пуэрто-Мадрин (исп. Puerto Madryn), Аргентина
- Суза (итал. Susa), Италия
- Ассизи (итал. Assisi), Италия